# Jiří Wimmer
Jiří Wimmer (21. září 1943 Praha – 25. ledna 2001 Praha) byl český herec, komik, básník, kreslíř a hudebník.

## Život a činnost
Jiří Wimmer, přezdívaný „Klobouk“, byl mnohostranně nadaný muž s výrazným komediálním talentem. Psal básně, měl pěvecké a hudební nadání, vymýšlel a kreslil anekdoty a rád sportoval, miloval tenis.
Po absolutoriu na pražské DAMU v roce 1965 (jeho spolužákem a kamarádem byl herec Vladimír Pucholt) získal své první divadelní angažmá v Divadle Petra Bezruče v Ostravě, kde působil v letech 1965 až 1970 a vytvořil řadu vážných divadelních rolí. Souběžně hrál v někdejším ostravském divadle malých forem Waterloo, dva roky působil v ostravském Státním divadle.
Později přešel do Prahy, kde společně s Janem Valou uváděl koncerty skupiny Rangers - Plavci. Vystupoval i v libereckém a pražském Divadle Ypsilon, v 90. letech hrál v Prozatímním divadle Františka Ringo Čecha a v Divadle Jiřího Grossmanna.
Proslavil se mj. společně se zpěvákem Karlem Černochem, s nímž vytvořil komickou dvojici a vystupoval na estrádách i v Československé televizi v pořadu Ring volný a Možná přijde i kouzelník. Hrál také ve Směšném divadle svého blízkého přítele Luďka Soboty.

### Osobní život
Byl dvakrát ženatý a dvakrát rozvedený. Téměř po celý svůj život trpěl silnými depresemi a psychickými problémy, třikrát se neúspěšně pokusil o sebevraždu, několikrát se léčil z alkoholismu v protialkoholní léčebně. V 80. letech měl těžkou autonehodu, když usnul za volantem a naboural do stromu.
Zemřel tragicky 25. ledna 2001, když v pražských Dejvicích pod vlivem alkoholu přelézal zábradlí na Vítězném náměstí, kde jej srazil autobus.

## Filmografie, výběr
- 1965 Souhvězdí Panny
- 1972 Dispečer (TV seriál)
- 1974 Jáchyme, hoď ho do stroje!
- 1977 Jen ho nechte, ať se bojí
- 1980 Sešlost (TV pořad)
- 1982 Možná přijde i kouzelník (TV pořad)
- 1983 Jára Cimrman ležící, spící
- 1985 O človíčkovi (kreslený večerníček, TV seriál) vypravěč